# Ait Touzine
De Ait Touzine (Berbers: ⴰⵢⵜ ⵜⵓⵣⵉⵏ) is een Riffijnse stam uit het Rifgebergte in het noordoosten van Marokko. Enkele steden die in dit stamgebied vallen zijn Midar, Tsaft, Ijermaouas en Kassita. Ook zijn er veel Ait Touzine gevestigd in de steden Al Hoceima en Imzouren.

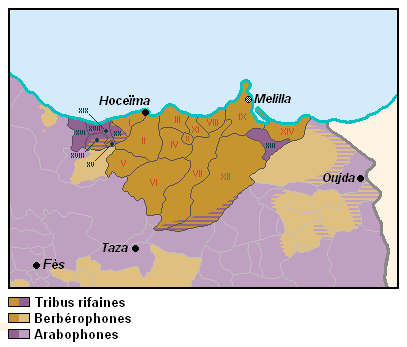
De Ait Touzine worden aangegeven met IV

## Substammen
De Ait Touzine stam kan worden onderverdeeld in vijf substammen.
- Igharbiyen (Iferni en Midar en omgeving)
- Ait Akki (van de Nekor vallei tot de Ighzar Amekrane-rivier).
- Ait Berâiez (Ijermaouas en Iwardijen)
- Ait Tsaft (Van de Ighzar Nekor-rivier tot Kassita)
- Ait Taâban (Omgeving van Azlaf)

## Geschiedenis
14de eeuw
De Ait Touzine worden voor het eerst vermeld in het boek "les Saints du Rif (1311). Aangezien de Ait Touzine en de Meriniden bevriend waren voor het ontstaan van de Merinidendynastie, kunnen we ervan uitgaan dat deze stam al voor de 13de eeuw bestond.
16de eeuw
Leo Africanus vermeldt in zijn boek "Beschrijving van Noord-Afrika" (1526) dat de Ait Touzine een vrij welvarend gebied was, waar de inwoners in alle vrijheid hun grond bewerkten. Verder was een van de raadgevers van de koning een geleerde man uit Ait Touzine. 
20ste eeuw
De Ait Touzine hebben een belangrijke rol gespeeld tijdens de Rif-oorlog (1921-1926). De Spanjaarden leden dankzij de inzet van deze stam een groot verlies in onder andere de slag om Annual en de slag om Dhar Obaran en alle andere veldslagen van de Rif-oorlog. De mannen trokken hun djellaba aan en hadden een leren tasje om zich heen, met daarin een stuk brood of gedroogd fruit en water. Om hun schouder hadden ze een eenvoudig geweer of ze hadden een zwaard in de schede. Met dit soort wapens namen zij het op tegen het grotere Spaanse leger. Zij bezaten artillerie, bestaande uit machinegeweren, granaten, kanonnen, tanks, vliegtuigen enzovoort. De leden van de stam gingen gezamenlijk naar Dhar Obaran waar zij de Riffijnen van de andere stammen tegenkwamen: de Ibeqoyen en de Ait Waryagher (deze twee stammen hadden toentertijd samen met de Ait Touzine een alliantie gesloten). Dit werd een belangrijk hoogtepunt in het Riffijns verzet tegen de Spanjaarden, namelijk de slag om Dhar Obaran. Hier werd er met de Spanjaarden op spectaculaire wijze afgerekend. De inzet van al deze mannen had grote invloed op het ontstaan van het Rif-republiek. Na deze grote overwinning van het trio Ait Touzine-Ibeqoyen-Ait Waryagher besloten al de andere stammen van de Rifstreek het verzet te steunen. De stammen kregen vertrouwen in het verzet. Het aantal vrijwilligers bleef maar toenemen. Door aansluiting van al deze vrijwilligers van alle andere stammen, ontstond er een Riffijnse eenheid. Deze verenigde groep Riffijnen, met Ait Waryaghar en Ait Touzine als kern, heeft 50 dagen na de slag om Dhar Obaran, de Spanjaarden opnieuw verrassend verslagen in de slag om Annual. Deze slag staat bij de Spanjaarden beter bekend als el desastre de Annual. Na de slag om Annual werd er door inzet van alle verenigde Riffijnen de Rif-republiek uitgeroepen.
De Ait Touzine hebben in 1958 de Gzenaya(Igzenayen stam) een dienst bewezen door deze onderdak te geven in Ait Touzine tijdens het jaar van de legerhelmen. In dit jaar werden de stammen van de Rif door de Marokkaanse overheid bestraft voor hun opstanden in dat jaar. Bijvoorbeeld: veel Igzennayen vluchtten naar het stadje Kassita, gelegen in het gebied van Ait Touzine. De Ait Touzine werden niet bestraft door de Marokkaanse overheid, vermoedelijk om verdere escalatie te voorkomen en omdat de regering opnieuw vreesde voor massaal verzet.
Fqih Muhamed n-Ari Bu Rihyan (of: Bu Lahya) n Aith Tsafath n Aith Tuzin, minister van religieuze zaken van de Rif-Republiek onder leiding van Mohammed Abdelkrim El Khattabi. 
Fqih Muhamed n-Ari Bu Rihyan (of: Bu Lahya) was tevens de hoogste veldcommandant in rang van Mohammed Abdelkrim El Khattabi. Hij leidde o.a. de slag om Dhar Oubaran, de slag om Annual en ook leidde hij de intocht in de Ghomara met als doel om hen ervan te overtuigen om deel te nemen aan de vrijheidstriid tegen de Spanjaarden. Dit verliep niet zonder slag of stoot. Bu Lahya moest uiteindelijk militair ingrijpen om alle Jbella stammen mee te laten doen met het verzet. Bu Lahya was een ferm voorstander van vechten tot de laatste moment. 
Naast zijn militaire verantwoordelijkheden had Bu Lahya ook een bestuurlijke functie. Hij moest o.a. de sharia wetgeving te implementeren.
Moeh na'ma n Tanout was  minister van de Rif-republiek onder leiding van Mohammed Abdelkrim El Khattabi, en tevens veldcommandant van Mohammed Abdelkrim El Khattabi en leider van de burgemeesters van het gebied.

## Geografie
Het gebied van de Ait Touzine bestaat uit merendeels bergen en vlaktes. Het binnenland bestaat uit ongerepte bergen en valleien met wilde bomen en gewassen. Op verschillende plaatsen in dit berglandschap vindt men waterbronnen. De vlaktes kan men vinden rond de stad Midar, Kassita en rond Barrage Mohamed ben Abdelkrim El Khattabi, dat is een meer aan de voeten van de bergen van Ait Touzine.
Dit zijn de stammen die grenzen aan de Ait Touzine:
- Westen: Ait Waryaghar
- Oosten: Ibdarsen
- Noordoosten: Ait Tafersite
- Noorden: Ait Temsamane
- Zuiden: Igzenayen